# 최두천
최두천(崔斗天, 본명: 최주천, 본명 한자: 崔柱天, 1887년 8월 7일 ~ ?)은 일제강점기의 경찰로, 본적은 평안북도 선천군 선천면이다.

## 생애
1915년 5월 3일 평안북도 신의주경찰서 순사보로 임명되었으며, 1919년 8월 20일 평안북도 신의주경찰서 순사로 채용되었다. 1920년 5월 7일 평안북도 신의주경찰서 순사부장으로 임명된 이래 대한독립단 단원 정희택, 정태화 등 중국 국경 지역에서 활동하고 있던 독립 운동가들을 체포, 검거하는 데에 주력했다.
1921년 3월 중국 안둥 현 인근에서 무고한 조선인 농민 2명을 살해하기도 했으며, 1922년 대한민국 임시 정부 요원 최일(최명식)에 대한 수사를 진행하던 도중 독립운동가 황임성을 체포, 취조했다. 1923년부터 1937년까지 평안북도 신의주경찰서 경부보(1923년 ~ 1924년), 구성경찰서 경부보(1925년 ~ 1926년), 박천경찰서 경부보(1927년 ~ 1929년), 의주경찰서 경부(1930년), 만포경찰서 경부(1931년 ~ 1937년)를 차례로 역임했다.
평안북도 만포경찰서 경부로 재직 중이던 1931년부터 1934년까지 중국 국경 지대에서 활동하던 항일 세력에 대한 무력 탄압에 가담하는 한편, 군대 출동과 군수품 조달 업무를 수행했다. 1934년 일본 정부로부터 만주 사변 종군기장과 훈8등 서보장을 받았으며, 1935년 조선총독부로부터 시정 25주년 기념표창을 받았다. 1936년 만주사변에 협력한 공로를 인정받아 일본 정부의 만주 사변 행상에서 훈로 을(勳勞 乙)에 상신되었다.
민족문제연구소의 친일인명사전 수록자 명단의 경찰 부문, 친일반민족행위진상규명위원회가 발표한 친일반민족행위 705인 명단에 포함되었다.

## 참고 자료
- 친일반민족행위진상규명위원회 (2009). 〈최두천〉. 《친일반민족행위진상규명 보고서 Ⅳ-17》. 서울. 731~740쪽.